# Granice Mongolii

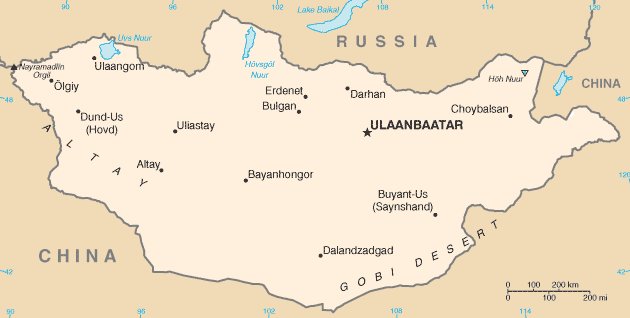
Mapa Mongolii

Granice Mongolii – granice państwowe Mongolii z sąsiadującymi państwami. Łączna długość granic kraju wynosi 8082 kilometrów.

## Granice współczesne
Położona w północno-wschodniej części Azji Środkowej Mongolia jest państwem śródlądowym, bez dostępu do morza (jednym z dwunastu w Azji).
Współcześnie Mongolia graniczy jedynie z dwoma państwami – Rosją i Chinami, za to jej granice należą do najdłuższych na świecie.
- Granica chińsko-mongolska liczy 4630 km[1], pomiędzy dwoma trójstykami z Rosją, jest to czwarta pod względem długości granica świata[3].
- Granica mongolsko-rosyjska liczy 3452 km[1], pomiędzy dwoma trójstykami z Chinami, jest to siódma pod względem długości granica świata[3].

## Granice historyczne

### Kwestia tuwińska
W 1912 Mongolia Zewnętrzna ogłosiła niepodległość od Chin, Kraj Urianchajski zaś od Mongolii. W 1914 Kraj Urianchajski został anektowany przez Imperium Rosyjskie, w 1918 formalnie uniezależnił się od Rosji, lecz pozostawał w strefie działań wojennych rosyjskiej wojny domowej i tylko po klęsce Białych i zakończeniu wojny w 1921 proklamowano prosowiecką Tuwińską Republikę Ludową, od 1925 uznaną przez ZSRR.
Mongolska Republika Ludowa opierała się uznania Tuwińskiej RL uważając ją za część historycznego terytorium Mongolii. Dodatkowym problemem była kwestia granic, bo Tuwińska RL zgłaszała pretensje do mongolskiej Kotliny Darchadzkiej (od 1914 była uznawana przez Rosję za jej część w składzie rosyjskiego Kraju Urianchajskiego) oraz północnej części Kotliny Uwskiej (na tych terenach przeważają plemiona pochodzenia tuwińskiego). W 1926 Mongolia, pod presją ZSRR, uznała Tuwińską RL, w latach 1930. działała wspólna komisja, w wyniku prac której w 1940 zawarto porozumienie o granicy z Tuwińską RL, w którym została potwierdzona przynależność Kotliny Darchadskiej do Mongolii, jednocześnie Mongolia przekazała Tuwińskiej RL północną część Kotliny Uwskiej, co w zasadzie ukształtowało obecny przebieg północnej granicy Mongolii. W 1944 Tuwińska RL została wcielona do ZSSR jako składowa część Rosyjskiej FSRR – Tuwiński Obwód Autonomiczny (obecnie Republika Tuwy w składzie Rosji), od tego czasu granica tuwińsko-mongolska jest częścią granicy radziecko-mongolskiej, a od 1991 – rosyjsko-mongolskiej.

### Kwestia niezależności Mongolii
Rewolucja Xinhai w Chinach doprowadziła do upadku monarchii, w tych warunkach część ziem mongolskich ogłosiła w 1912 niezależność od Chin, tworząc Chanat Mongolii na terenach Mongolii Zewnętrznej. W 1915 doszło do zawarcia traktatu kiachtańskiego pomiędzy Chinami, Rosją oraz władzami Chanatu Mongolii, na mocy którego Chanat Mongolii proklamowano autonomiczną częścią Chin. W 1919 w czasie wojny domowej w Rosji Chiny zerwały ten traktat i okupowały Mongolię, faktycznie znosząc jej autonomię. W styczniu 1921 wojsko Białych pod dowództwem barona Ungerna zdobyło stolicę Mongolii Urgę, kładąc kres rządom chińskim w Mongolii. Dokonano restauracji Chanatu Mongolii, jednak w czerwcu 1921 stolicę Mongolii zdobyło wojsko prosowieckich „czerwonych” Mongołów oraz oddziały rosyjskiej Armii Czerwonej. Po śmierci mongolskiego monarchy Bogda Chana w 1924  proklamowano Mongolską Republikę Ludową, która aż do utworzenia tzw. „obozu socjalistycznego” pozostawała jedynym w świecie państwem poza ZSRR kroczącym szlakiem socjalizmu pod rządami partii typu komunistycznego.
W latach 1932–1945 Mongolia graniczyła z Mandżukuo, a w latach 1936–1945 i z Mengjiang (utworzone na terytorium Mongolii Wewnętrznej) – marionetkowymi państwami zależnymi od Japonii. W 1939 doszło do konfliktu granicznego, który przekształcił się w krótkotrwałą wojnę, w której stroną atakującą terytorium Mongolii była armia Japonii wspierana przez armię Mandżukuo. Terytorium Mongolii broniła radziecka Armia Czerwona wspierana przez armię Mongolskiej Republiki Ludowej. W decydującej bitwie nad Chałchin-Goł siły Japonii i Mandżukuo poniosły klęskę. W 1945 Mongolia brała udział, po stronie ZSRR, w wojnie radziecko-japońskiej walcząc z wojskami Japonii, Mandżukuo oraz Mengjiang. Po porażce Japonii i jej sojuszników władze Mongolii podniosły kwestię zjednoczenia ziem mongolskich poprzez przyłączenie do Mongolskiej RL terenów Mongolii Wewnętrznej (nazywanej przez władze mongolskie „Mongolią Południową”). Ze swojej strony Chiny do czasu zwycięstwa komunistów nigdy nie uznały niezależności Mongolii.
W Mongolii w 1945 przeprowadzone jedyne w historii tego kraju referendum, które (oficjalnie) z wynikiem 100% głosów potwierdziło chęć zachowania niezależności Mongolii od Chin.
Po dojściu do władzy w Chinach kontynentalnych komunistów znowu podniesiono kwestię zjednoczenia ziem mongolskich, ale w składzie Chińskiej Republiki Ludowej. Pod presją Stalina Chiny Ludowe zgodziły się na uznanie Mongolii w granicach faktycznie ukształtowanych jako strefa kontroli faktycznej – granica mongolsko-chińska nareszcie została uznana za granicę państwową przez obydwie strony.
Republika Chińska (Tajwan) formalnie (zgodnie z Konstytucją Chin z 1947 roku: art. 26, 64, 91, 119 gdzie jako część Chin wzmiankowana jest „Mongolia” bez rozróżnienia na Zewnętrzną i Wewnętrzną) uważa Mongolię za część swojego „terytorium kontynentalnego”; na praktyce na oficjalne wydawanych przez władze Tajwanu mapach Mongolia jest wskazywana jako odrębne od Chin państwo niezależne, Tajwan ma swoje biuro w Mongolii reprezentujące jego interesy.

### Układy, które wytyczają przebieg granicy mongolsko-rosyjskiej
Obecna granica z Rosją, w czasach kiedy Mongolia była częścią Imperium Qing, została ukształtowana w 1727 jako granica strefy kontroli faktycznej przez traktaty buriński i kiachtański. Granicę w sektorze tuwińskim ukształtowała umowa graniczna Mongolii i Tuwińskiej Republiki ludowej z 1940. Później dokonano niezasadniczych, ale licznych korekt granicy Mongolii i ZSRR na mocy układów z 26 marca 1958 (dla tuwińskiej części granicy) oraz 19 października 1976 dla reszty granicy. Demarkacji granicy mongolsko-radzieckiej dokonano w latach 1959–1960 dla tuwińskiej części granicy i w latach 1977–1979 dla reszty granicy, co zostało sfinalizowane przez układ o granicy mongolsko-radzieckiej 29 listopada 1980.